# Koenraad Elst

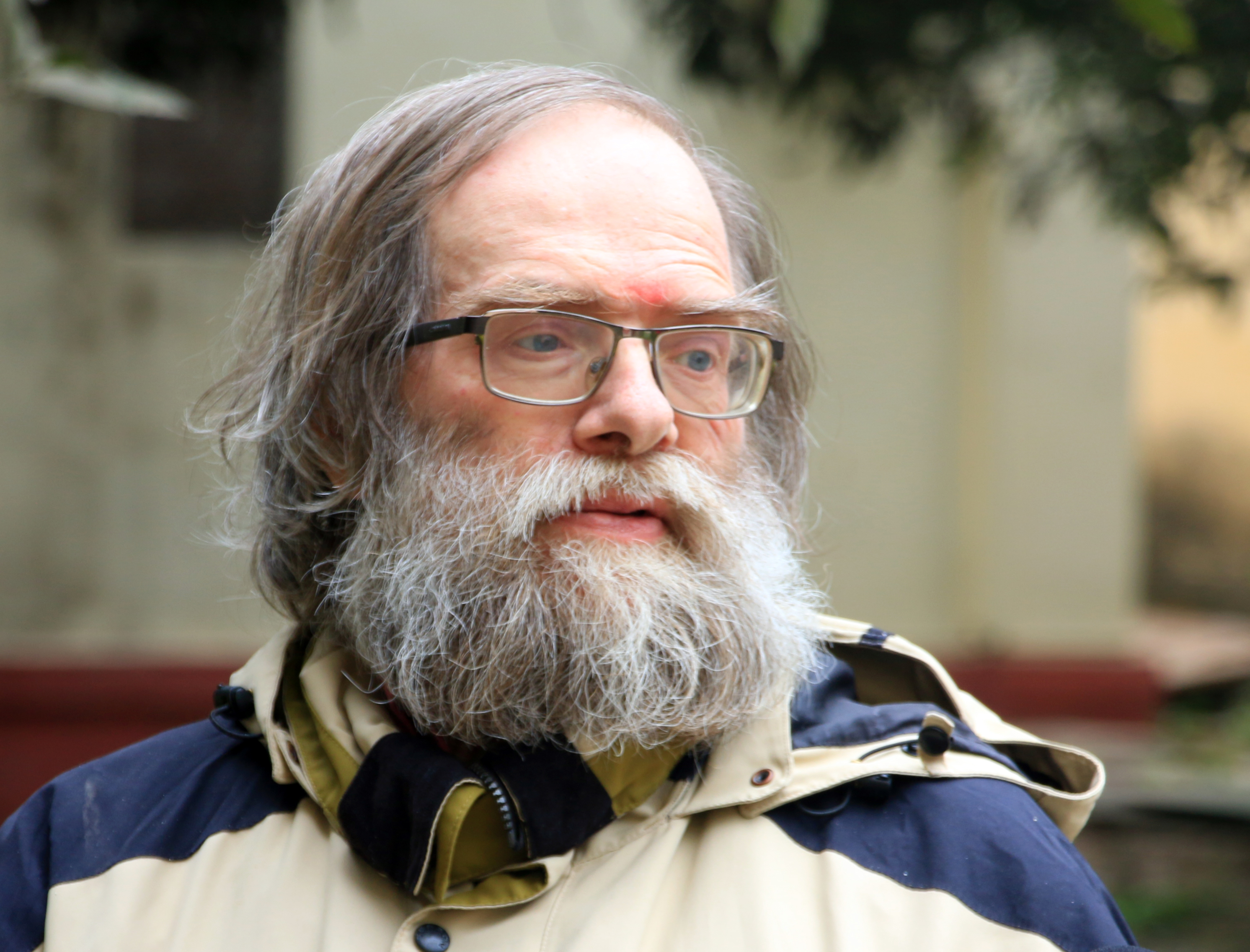
Koenraad Elst 2018

Koenraad Elst, född i Leuven, Belgien, 7 augusti 1959, blev 1998 fil.dr. vid hemstadens universitet på en avhandling om hindutva, och anses som en av sitt lands främsta experter på indisk politik. Han har publicerat sig även angående ariska invasionsteorin och i sinologiska ämnen.